# Extreme Crisis (film, 2019)
Pour plus de détails, voir Fiche technique et Distribution.
Extreme Crisis (sinogramme simplifié : 极度危机 ; pinyin :  Jídù Wēijī , litt. « Crise extrême ») est un film de guerre chinois écrit, produit et réalisé par Qiansen Ouyang et sorti en 2019 en Chine. Il raconte l'histoire de la Longue Marche durant la guerre civile chinoise.
Il totalise plus de 120 millions $ au box-office chinois de 2019 et est l'un des films produits pour célébrer le 70e anniversaire de la fondation de la république populaire de Chine.

## Synopsis
En 1934, après cinq campagnes d'encerclement de l'armée nationaliste, les communistes chinois sont contraints de s'engager dans la Longue Marche et de parcourir des milliers de kilomètres dans des milieux hostiles et poursuivis par l'ennemi, au milieu de crises internes et de défection de soldats.

## Fiche technique
- Titre original : 极度危机
- Titre international : Extreme Crisis
- Réalisation : Qiansen Ouyang
- Scénario : Qiansen Ouyang
- Production : Qiansen Ouyang
- Pays d’origine :  Chine
- Langues originales : mandarin
- Format : couleur
- Genres : guerre et historique
- Durée : 106 minutes
- Dates de sortie :
  -  Chine : 9 août 2019

## Distribution
- Li Xiumeng
- Zhang Keqing